# Maxillaria parvibulbosa
Maxillaria parvibulbosa är en orkidéart som beskrevs av Charles Schweinfurth. Maxillaria parvibulbosa ingår i släktet Maxillaria och familjen orkidéer. Inga underarter finns listade i Catalogue of Life.